# Α-DAYLIGHT CALL
α-DAYLIGHT CALL(アルファ　デーライト　コール）は、エフエム京都(α-STATION)で土・日曜の12:00 - 14:00に放送されていた、リクエスト番組。2013年3月までは、土・日曜の11:00 - 14:00の放送であった。

## DJ
- 1995年4月〜2000年1月・・・木村順子
- 2000年2月・3月・・・＜土＞佐野恵里＜日＞よしみなおみ
- 2000年4月〜2004年3月・・・＜土＞森夏子＜日＞よしみなおみ
- 2004年4月〜2005年3月・・・ポール／鈴木富美子
- 2005年4月〜2006年3月・・・ポール／＜土＞新川恵理＜日＞珠久美穂子
- 2006年4月〜2009年3月・・・ポール／珠久美穂子
- 2009年4月〜2012年3月・・・珠久美穂子
- 2012年4月〜2013年3月・・・＜土＞珠久美穂子＜日＞大塚由美
- 2013年4月〜2015年3月・・・＜土＞珠久美穂子＜日＞浜本愛里
- 2015年4月〜2016年3月・・・浜本愛里
- 2016年4月〜2016年10月1日・・・＜土＞浜本愛里＜日＞前田彩名
- 2016年10月2日〜2020年3月29日 ・・・前田彩名

## 概要
新旧、洋楽、邦楽を問わないリクエスト番組である。同局の番組としては、20年以上の放送を誇る、長寿番組の一つでもある。